# ISO 3166-2:SY
Kódy ISO 3166-2 pro Sýrii identifikují 14 guvernorátů (stav v roce 2015). První část (SY) je mezinárodní kód pro Sýrii, druhá část sestává ze dvou písmen identifikujících region.

## Seznam kódů
- SY-DI Damašek (Damašek)
- SY-DR Derá (Derá)
- SY-DY Dajr az-Zór (Dajr az-Zór)
- SY-HA Hasaka (Hasaka)
- SY-HI Hims (Hims)
- SY-HL Halab (Halab)
- SY-HM Hamá (Hamá)
- SY-ID Idlib (Idlib)
- SY-LA Lázikíja (Lázikíja)
- SY-QU Kunejtra (Kunejtra)
- SY-RA Rakka (Rakka)
- SY-RD Region Damašku (Damašek)
- SY-SU Suvajda (Suvajda)
- SY-TA Tartús (Tartús)